# Минина, Марина Геннадьевна
Марина Геннадьевна Минина — доктор медицинских наук, профессор РАН (2022). Заведующая Московским городским координационным центром органного донорства Городской клинической больницы имени С.Боткина Департамента здравоохранения города Москвы.
Разработала и научно обосновала принципиально новые подходы к комплексной оценке донорских органов для трансплантации, внедрение которых способствует рациональному распределению донорских органов, гармонизации системы донорства и повышению доступности трансплантации. Научно обосновала и внедрила принципы трансплантационной координации. Разработала новую организационную модель здравоохранения — центр коллективного пользования применительно к донорству, что позволило повысить доступность, объём и качество трансплантологической помощи гражданам России.

## Награды и премии
- Государственная премия Российской Федерации в области науки и технологий 2023 года.
- Медаль В. П. Демихова «За вклад в развитие трансплантологии», 2019 г.
- Медаль «Академик В. И. Шумаков», 2018 г.
- Почетный работник здравоохранения города Москвы, 2017.
- Премия Правительства Российской Федерации в области науки и техники, 2014 г.